# گفت‌وگو برای نجات ایران
گفت‌وگو برای نجات ایران یک کنفرانس مجازی دوجلسه‌ای بود که روزهای دوم و سوم اردیبهشت ۱۴۰۲ و با حضور ۴۲ چهره شاخص سیاسی و حقوق بشری در کلاب هاوس برگزار شد. چهره‌های مهمی از جامعه مدنی، فعالان سیاسی و اجتماعی از داخل و خارج ایران در شش پنل مختلف این همایش سخنرانی کردند. پیشنهاد همه‌پرسی که میرحسین موسوی از حصر خانگی مطرح کرد یکی از محورهای اصلی این همایش بود. برخورد با مشارکت‌کنندگان در این برنامه از قبل از برگزاری آن آغاز شد و برای اکثر چهره‌هایی که از داخل ایران در این کنفرانس حضور داشتند پرونده‌های جداگانه‌ای با اتهام اجتماع و تبانی گشوده شد و نهادهای امنیتی برخی از آنان را مورد بازجویی قرار دادند.

## موضوع نشست
پایه و اساس این نشست بیانیه ۱۵ بهمن ۱۴۰۱ میرحسین موسوی، از رهبران جنبش سبز بود. موسوی در آن بیانیه با اشاره به «جنبش زن، زندگی، آزادی»، حوادث ایران را «خونبار» توصیف و نوشته بود از نظر او دیگر اجرای قانون اساسی جمهوری اسلامی جوابگوی مشکلات امروز نیست و «باید گامی فراتر از آن گذاشت».
موضوع اصلی جلسه اول این همایش، تحولات سریعی در ایران از جمله خیزش ۱۴۰۱ ایران بود که بعد از کشته شدن مهسا امینی رخ داد. در این نشست بیانیه‌هایی از فعالان داخل زندان از جمله نرگس محمدی، گلرخ ایرایی، سعید مدنی و فائزه هاشمی قرائت شد. سخنرانی‌ها و پیام‌های ارسالی به اولین نشست این همایش، در سه پنل «ایران نیازمند و مهیای تحولی بنیادین»، «رنگین کمان ایران، جامعه مدنی، دادخواهان» و «آینده ایران، تقابل گفتمان‌ها» ارائه شد. دومین نشست با سه پنل با عناوین «دست در دست هم دهیم به مهر»، «تحولات فرهنگی برای نجات ایران» و «بلوک‌ها و منشورها؛ راهی به سوی آینده» برگزار شد.

## جلسات نشست
در پنل اول با عنوان «ایران نیازمند و مهیای تحولی بنیادین» که رضا علیجانی کنشگر تحول‌خواه مدیریت آن را بر عهده داشت، هاشم آغاجری، علی افشاری، مهرداد خوانساری، و بهزاد کریمی سخنرانی کردند و پیام کیوان صمیمی که پیش از بازداشت او ضبط شده بود و همچنین پیام نرگس محمدی فعال حقوق بشر زندانی، پخش شد.
در پنل دوم با عنوان «رنگین کمان ایران، جامعه مدنی، دادخواهان» که گردانندگی آن را تقی رحمانی، روزنامه‌نگار و فعال سیاسی بر عهده داشت، پیام گلرخ ایرایی و مهوش ثابت و فریبا کمال‌آبادی سه تن از زندانیان سیاسی و عقیدتی قرائت شد و منیره برادران، پروین فهیمی، عدنان حسن‌پور، و زهرا رحیمی سخنرانی کردند و پیام عزیز قاسم‌زاده فعال صنفی معلمان که پیش از زندانی شدن او ضبط شده بود برای حاضران پخش شد.
در پنل سوم با عنوان «آینده ایران، تقابل گفتمان‌ها» پیام سه زندانی سیاسی شامل مصطفی تاجزاده، سعید مدنی، و همچنین فائزه هاشمی پخش شد و مهرداد درویش‌پور، مهرانگیز کار، ابوالفضل قدیانی، الهه امیرانتظام نیز در این بخش سخنرانی کردند.
در پنل چهارم با عنوان «دست در دست هم دهیم به مهر»، نیره توحیدی استاد دانشگاه و فعال حقوق زنان، علیرضا رجایی روزنامه‌نگار و فعال سیاسی، علی کشتگر کنشگر سیاسی سوسیال‌دموکرات، صدیقه وسمقی دین‌پژوه و کنشگر سیاسی و عالیه مطلب‌زاده عکاس خبرنگار و کنشگر مدنی سخنرانی کردند.
در پنل پنجم با عنوان «تحولات فرهنگی برای نجات ایران» و با حضور قربان بهزادیان‌نژاد فعال سیاسی و رئیس ستاد انتخاباتی میرحسین موسوی در انتخابات ریاست جمهوری ۸۸، احسان شریعتی استاد دانشگاه، حاتم قادری استاد دانشگاه، محسن کدیور استاد دانشگاه و کنشگر سیاسی، عبدالله ناصری استاد دانشگاه و کنشگر سیاسی و مهدی نصیری روزنامه‌نگار و کنشگر سیاسی اصولگرا برگزار شد.
در پنل ششم با عنوان «بلوک‌ها و منشورها؛ راهی به سوی آینده» و با شرکت علیرضا بهشتی شیرازی نویسنده، مترجم و کنشگر سیاسی، مریم سطوت کنشگر سیاسی چپ، منصوره شجاعی کنشگر حقوق زنان، حسین رفیعی اقتصاددان و کنشگر سیاسی، عبدالله مؤمنی جامعه‌شناس و کنشگر سیاسی و مهدی نوربخش استاد دانشگاه و کنشگر سیاسی برگزار شد.

## پیامدها
برگزاری این همایش موجب نگرانی حکومت و نهادهای اطلاعاتی و امنیتی ایران شد. کیوان صمیمی، علیرضا بهشتی شیرازی، عبدالله مؤمنی، قربان بهزادیان‌نژاد، نرگس محمدی، علیرضا حسینی بهشتی، هاشم آقاجری و عبدالله ناصری از جمله سخنرانان این همایش آنلاین بودند که احضار یا بازداشت شده یا مورد بازپرسی قرار گرفتند.
سعید مدنی، جامعه‌شناس و حسین رزاق، فعال سیاسی، که در زندان اوین به سر می‌برند؛ برای مشارکت در این همایش با اتهام‌های جدیدی روبرو شدند. سعید مدنی به شعبه یکم بازپرسی دادسرای امنیت احضار شد و در آنجا اتهام اجتماع و تبانی به قصد اقدام علیه امنیت ملی به او تفهیم و قرار ۵۰۰ میلیون تومانی برایش صادر شد. هم حسین رزاق هم مورد بازجویی و بازپرسی قرار گرفت و اتهام اجتماع و تبانی برای اقدام علیه امنیت ملی و با قصد فعالیت تبلیغی علیه نظام به او تفهیم شد.